# Pterartoria
Pterartoria es un género de arañas araneomorfas de la familia Lycosidae. Se encuentra en Sudáfrica e Indonesia.

## Lista de especies
Según The World Spider Catalog 12.0:
- Pterartoria arbuscula (Purcell, 1903)
- Pterartoria fissivittata Purcell, 1903
- Pterartoria flavolimbata Purcell, 1903
- Pterartoria masarangi (Merian, 1911)
- Pterartoria polysticta Purcell, 1903